# Lucien-L'Allier (métro de Montréal)
Lucien-L'Allier est une station de la ligne orange du métro de Montréal située en plein centre-ville dans l'arrondissement Ville-Marie. 
Située entre les stations Georges-Vanier et Bonaventure, elle est une station de correspondance avec les lignes de train de banlieue Vaudreuil–Hudson, Saint-Jérôme et Candiac par la gare Lucien-L'Allier qui lui est adjacente. C'est par cette gare qu'elle est reliée au Centre Bell et au Montréal souterrain. 
La station est inaugurée le 27 avril 1980 avec tout un tronçon de la ligne orange partant de la station Bonaventure jusqu'à la station Place-Saint-Henri. Les quais de cette station sont les troisièmes plus profonds du métro de Montréal à 27,1 mètres sous la surface (les stations Charlevoix et Berri-UQAM possèdent des quais plus profonds, mais en possèdent également d'autres plus près de la surface). En 2019, elle a compté 2 526 024 entrées, 958 537 en 2020.
Elle fut conçue par les architectes David, Boulva & Cleve. Une grille ornementale de Jean-Jacques Besner couvre une bouche d'aération, c'est la seule œuvre d'art de la station.

## Origine du nom

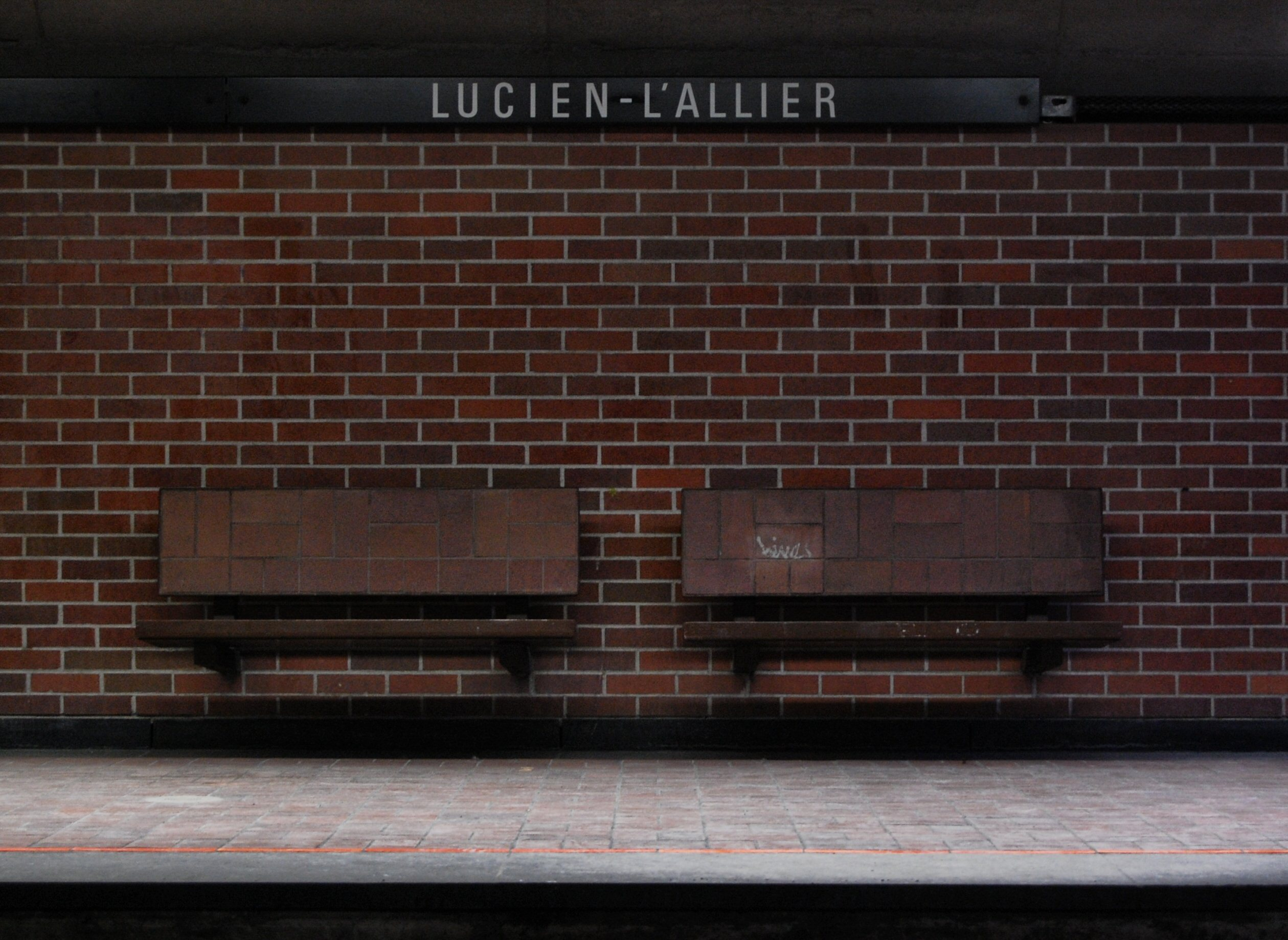
Banquettes de la station

Destinée au départ, durant sa construction, à s'appeler station Aqueduc puisqu'elle est située sur la rue de l'Aqueduc, le changement de nom s'opère en 1979, un an avant l'inauguration officielle. La rue est rebaptisée en l'honneur de Lucien L'Allier, concepteur du métro de Montréal décédé en 1978. Une plaque commémorative fut installée dans la station en sa mémoire.
| LUCIEN L'ALLIER Ingénieur 1909-1978 Directeur des Travaux publics à la Ville de Montréal président-directeur général de la Commission de transport de la Communauté urbaine de Montréal il fut à l'origine le maître d'œuvre du métro se révélant un grand commis de l'État et un serviteur fidèle de ses concitoyens |
| --- |

## Histoire

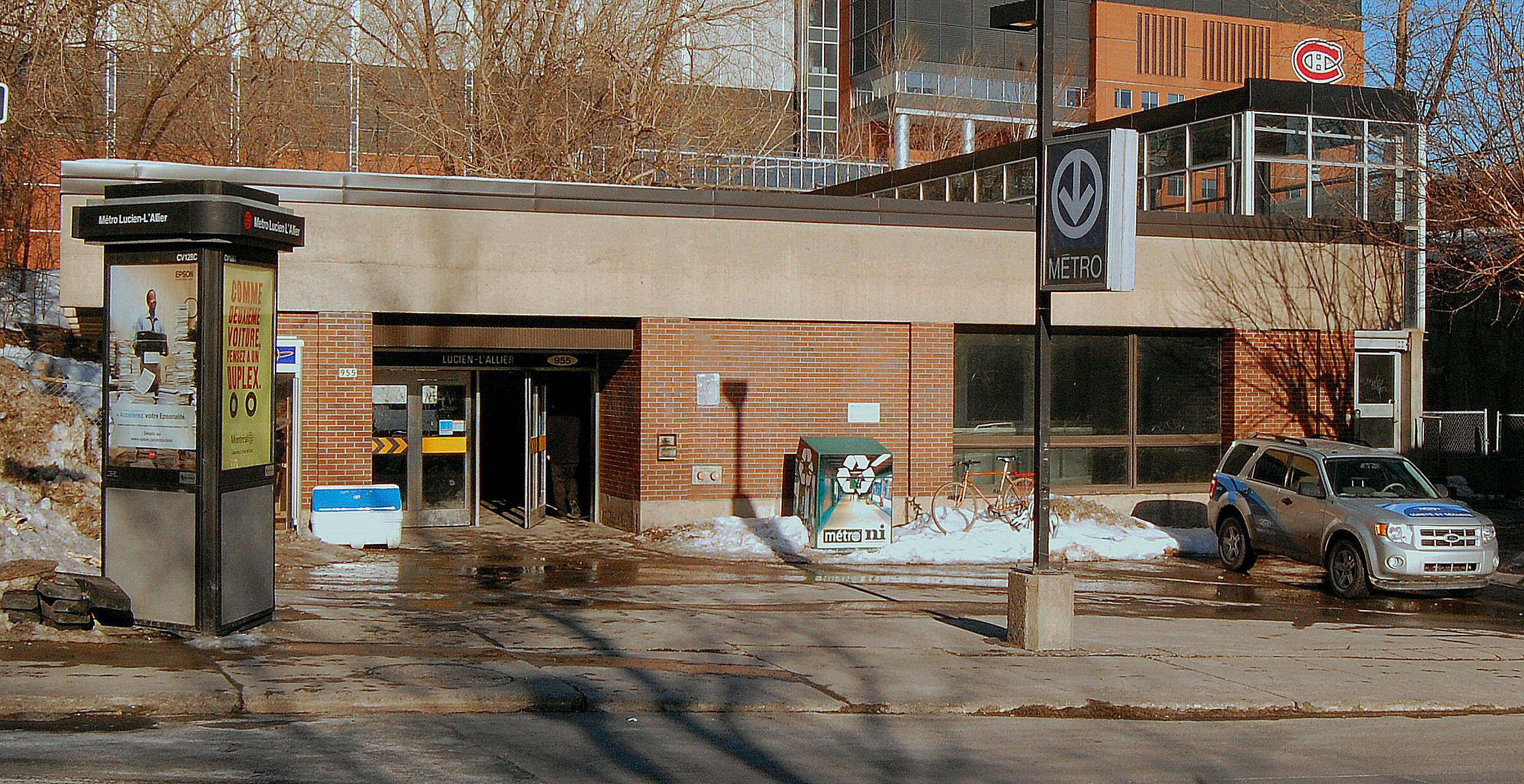
Édicule de la station Lucien-L'Allier

Le parachèvement de la ligne orange jusqu'à la station Lucien-L'Allier prendra 15 années en comptant de l'ouverture de la ligne avec le métro de Montréal le 14 octobre 1966 à l'inauguration officielle de la station le 28 avril 1980. Durant cette période, la ligne orange qui, lors de son ouverture a comme terminus les stations Place-d'Armes et Henri-Bourassa, se prolonge vers l'ouest de deux stations en février 1967. La station Square-Victoria est inaugurée le 6 février 1967 et la station Bonaventure le 13 février 1967. Il faut attendre la fin des années 1970 pour que la ligne orange soit prolongée jusqu'à Lucien-L'Allier.

## Architecture
Les plans de la station Lucien-L'Allier sont exécutés par les architectes David, Boulva & Cleve. Parmi leurs réalisations antérieures dans le métro, on compte les stations Place-des-Arts et Atwater.

## Caractéristiques
Comme l'ensemble du métro de Montréal, la station Lucien-L'Allier est gérée par la Société de transport de Montréal, un organisme municipal appartenant à la Ville de Montréal. Il est possible d'acheter des titres de transport à la station, que ce soit par l'entremise du changeur ou d'une distributrice automatique. Un dépanneur se trouve à l'intérieur de la station. 
Comme toutes les stations (à l'exception de Saint-Michel), les quais de Lucien-L'Allier ont une longueur de 152,4 mètres et accueillent les rames de métro en direction de Montmorency sur le quai sud-est et celles en direction de Côte-Vertu sur le quai nord-ouest. Vers Montmorency, le métro parcourt 381,60 mètres tout en montant 4,5 mètres avant d'arriver à la station Bonaventure. Vers Côte-Vertu, la station Georges-Vanier est à 530,60 mètres tout en étant 9,4 mètres plus haut. 

## Correspondances

### Lignes d'autobus
|    | Service de jour |
| 36 | Monk            |

|     | Service express             |
| 410 | Express Notre-Dame          |
| 430 | Express Pointe-aux-Trembles |

### Trains de banlieue
|  | Ligne Vaudreuil–Hudson |
|  | Ligne Saint-Jérôme     |
|  | Ligne Candiac          |

## Édicules
- 955, rue Lucien-L'Allier

L'unique édicule comporte une seule sortie vers la rue Lucien-L'Allier en face de la rue Argyle. Une station de BIXI, un système de vélo en libre-service se trouve à la sortie de l'édicule.
Une sortie secondaire existe qui relis, avec un tunnel, la station de métro, la Gare Lucien-L'Allier et le Centre Bell. Avec ce dernier, la station est connectée au RÉSO, la ville souterraine de Montréal, qui relis 4 stations de la Ligne Orange et 3 stations de la Ligne Verte grâce au Centre Bell.

## Principales intersections à proximité
- rue Lucien-L'Allier / av. Argyle

## Centres d'intérêt à proximité
- Accès au Montréal souterrain
- Centre Bell
- Gare Lucien-L'Allier
- Gare Windsor
- Immigration Canada
- Tour Deloitte
- Université Concordia
  - Pavillon des Beaux-arts